# Бауерсвілл (Джорджія)
Бауерсвілл (англ. Bowersville) — місто (англ. town) в США, в окрузі Гарт штату Джорджія. Населення — 444 особи (2020).

## Географія
Бауерсвілл розташований за координатами 34°22′21″ пн. ш. 83°5′0″ зх. д. / 34.37250° пн. ш. 83.08333° зх. д. (34.372449, -83.083202).  За даними Бюро перепису населення США в 2010 році місто мало площу 8,03 км², з яких 7,97 км² — суходіл та 0,06 км² — водойми.

## Демографія
Згідно з переписом 2010 року, у місті мешкало 465 осіб у 177 домогосподарствах у складі 126 родин. Густота населення становила 58 осіб/км².  Було 199 помешкань (25/км²).
Расовий склад населення:
| - 72,9 % — білих - 20,4 % — чорних або афроамериканців - 0,2 % — корінних американців - 2,8 % — осіб інших рас |

До двох чи більше рас належало 3,7 %. Частка іспаномовних становила 4,7 % від усіх жителів.
За віковим діапазоном населення розподілялося таким чином: 28,0 % — особи молодші 18 років, 57,2 % — особи у віці 18—64 років, 14,8 % — особи у віці 65 років та старші. Медіана віку мешканця становила 36,8 року. На 100 осіб жіночої статі у місті припадало 100,4 чоловіків;  на 100 жінок у віці від 18 років та старших — 97,1 чоловіків також старших 18 років.
Середній дохід на одне домашнє господарство  становив 48 674 долари США (медіана — 38 750), а середній дохід на одну сім'ю — 49 445 доларів (медіана — 40 673). Медіана доходів становила 36 167 доларів для чоловіків та 30 192 долари для жінок. За межею бідності перебувало 17,8 % осіб, у тому числі 22,9 % дітей у віці до 18 років та 12,0 % осіб у віці 65 років та старших.
Цивільне працевлаштоване населення становило 182 особи. Основні галузі зайнятості: виробництво — 34,6 %, освіта, охорона здоров'я та соціальна допомога — 18,7 %, транспорт — 12,1 %, публічна адміністрація — 6,6 %.